# Anglo Platinum
Anglo Platinum, іноді Angloplat — компанія в ПАР. Найбільший виробник платини та металів платинової групи (МПГ) у світі.
Компанія планувала вкласти 12.6 млрд для збільшення видобутку платини з 2.1 млн унцій (Moz) in 2001 до 3.5 млн унцій (Moz) в 2006.